# Bonboniéra

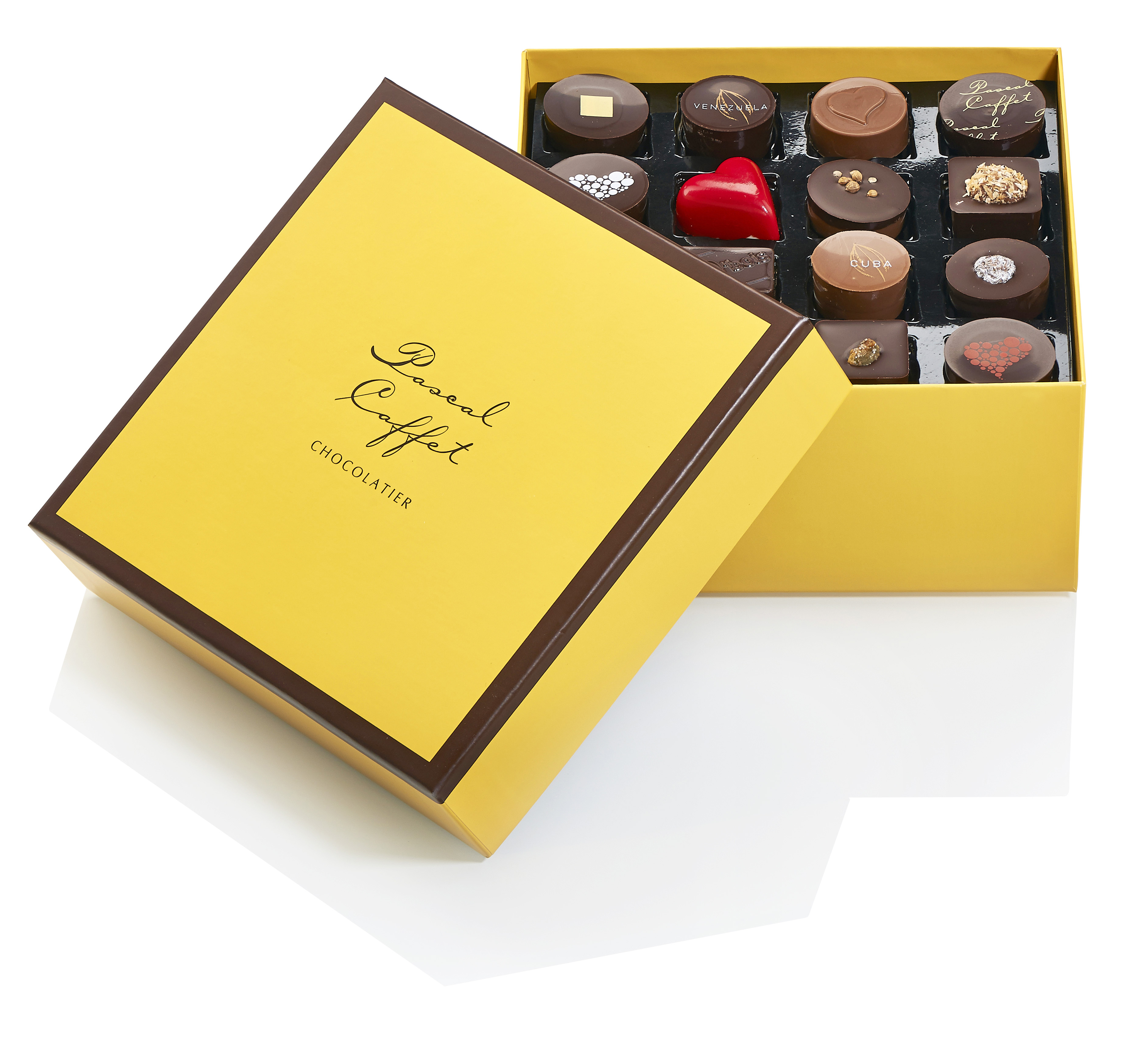
Luxusní bonboniéra šéfkuchaře a čokolatéra Pascala Caffeta

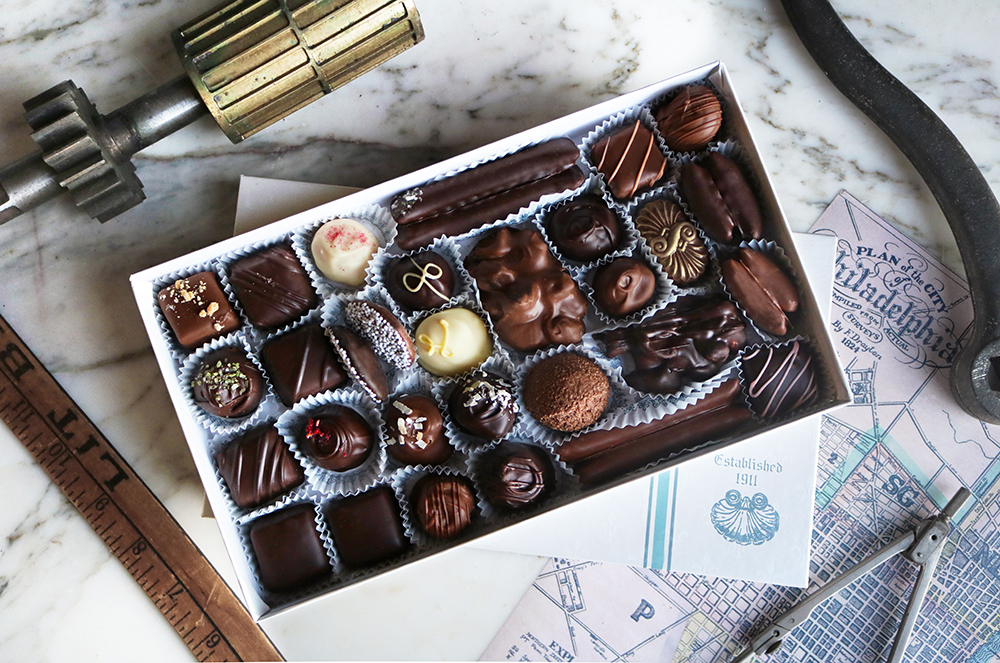
Vícedruhová bonboniéra zvaná assortment

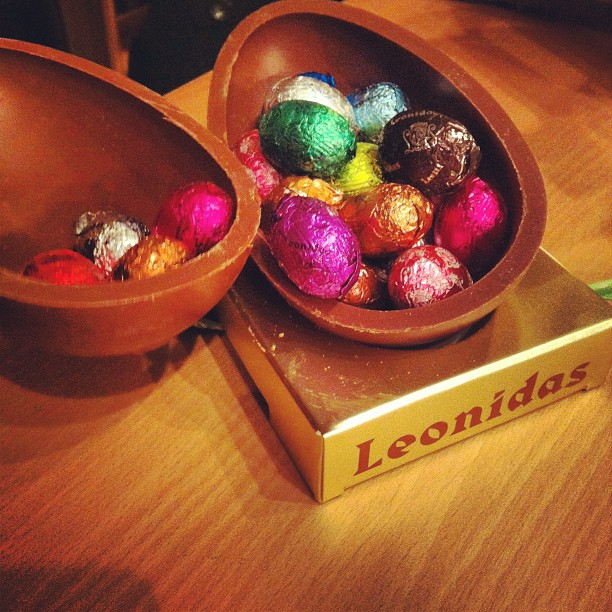
Čokoládové vejce může být velikonoční bonboniérou, naplněno malými čokoládovými vajíčky

Bonboniéra (z franc. bonbonière) je speciální krabice, krabička, dóza nebo nádobka z různých materiálů a různých tvarů, bývá naplněna čokoládovými bonbóny nebo dražé. Může sloužit pro jediný bonbón nebo celou sérii, buď bonbónů stejných a jednodruhových nebo kombinaci různých barev, tvarů, příchutí (takzvané assortment, tj. výběr) a obalů.

## Historie
Francouzským slovem bonbonnière (nebo také starším drageoir) se označovala původně jen stolní nádoba (dóza, miska, mušle, pohár), na bonbóny (dražé) a jiné drobné sladkosti. Bývala vyrobená často ze skla, keramiky, porcelánu, stříbra či jiného kovu a užívaná běžně v 18. a 19. století. Její historie sahá do celé Evropy a datuje se nejméně od 18. století, na Dálném Východě ještě dříve. Je tedy daleko starší než nevodobé oslavy svátku Svatého Valentýna v Británii a USA, protože v jiných zemích tento svátek donedávna vůbec nebyl znám. 

### Valentinské bonboniéry
Ozdobné valentinské bonboniéry v podobě barevných či pouze červených krabic s čokoládovými bonbóny se objevily roku 1861 v Británii k příležitosti svátku svatého Valentýna. Vyráběla je firma Cadbury, původně obchodující s čajem, kterou od otce převzali bratři Richard a George Cadbury a převedli na čokoládovnu. Čokoládu původně prodávali jako nápoj, pak firma přebytky z výroby ve formě kakaového másla použila k výrobě bonbónů. Richard Cadbury později sám navrhoval potisky krabic (často zdobené růžemi nebo Amorem), nebo v typickém tvaru srdce, nejen k ukložení bonbónů, ale také k pozdější dekoraci v domácnosti obdarovaného. Po smrti bratrů firmu Cadbury během 20. století pohltila firma Mondelēz.

### Jiné speciální příležitosti
- vánoční kolekce klasická, nebo ve tvaru ryby, vysoké boty aj.
- velikonoční vejce plněné bonbóny
- kotilión - jeden bonbón v drobné ozdobné krabičce sloužil od 19. století na plesech jako dárek pro dámu za jeden tanec; pro celý večer byly připraveny  kotilióny různých tvarů a s odlišně zdobenými víčky, aby  dámy motivovaly k většímu zájmu o tančení. Jindy se kotilióny rozdávaly při vstupu do sálu jako upomínka na ples, mívaly na víčku uvedené datum i místo konání plesu.
- ballotin (z francouzského ballot, označení pro malé balení zboží), doložen od roku 1915, malé papírové (kartonové) balení, které chránilo čokoládové pralinky.[5][6] Šlo o vynález manželky belgického čokolatéra Jeana Neuhause, Luisy Agostini.[6] Jeho dědeček, lékárník Jean Neuhaus,  zlepšoval poživatelnost svých léčiv obalem z čokolády. Jeho vnuk tuto myšlenku přenesl na čokoládové bonbóny s měkkou náplní, dnes známé jako pralinky.[7][6]

### České země
V Čechách měly své individuálně balené bonboniéry mnozí malovýrobci čokolády. Průmyslově se bonboniéry nejdříve vyráběly v Lovosicích v továrně Brüder Tschinkel, založené roku 1853 dvěma syny Augustina Tschinkela. Firma jejich nástupců byla později známá pod značkou Deli (továrnu v Lovosicích v současnosti vlastní firma Mondelēz a vyrábí hlavně sušenky jako BeBe, Miňonky, Tatranky nebo Horalky). V období 1. republiky se čokoládové bonboniéry vyráběly v několika továrnách. Populární byly například značky Diana Děčín, Lidka Cabinet nebo Orion.  Nabízela je také firma Figaro, původně pod názvem německého výrobce Stollwerck. Kilogram čokoládových bonbónů stál v té době 85 korun a bonboniéry nesly názvy jako „Kriváň“ a „Detvan“ nebo „Tu mám rád“.

## Zajímavosti

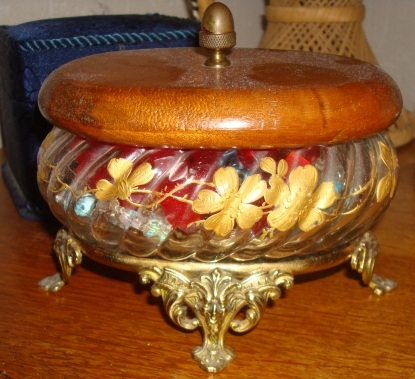
Dóza na bonbóny (drageoir/bonbonnière) ze skla na bronzových nožkách, 2. polovina 19. století

Úsloví „tvrdý jako štolverka“ vychází z historie výrobků firmy Stollwerck, která vyráběla tvrdé mléčné karamely nazývané „štolverky“, které se kolem roku 1900 prodávaly na mnoha železničních stanicích v Rakousko-Uhersku.
Bonboniéra se objevuje také v citátu ze slavného amerického filmu Forrest Gump: „Máma vždycky říkala: Život je jako bonboniéra, nikdy nevíš, co ochutnáš.“
Český herec Zdeněk Dítě byl znám svojí elegancí, uhlazeností, noblesním stylem, velmi dobrou mimikou a vytříbenou výslovností, často hrál muže noblesně nonšalantní. Jeho gentlemanství ilustrovala jeho kolegyně Ivanka Devátá na situaci, kdy kolem ní Dítě procházel a poznamenal: "Ty jsi pro muže bonboniéra, ty bys měla být převázaná sametkou."